# Selenocosmia samarae
Selenocosmia samarae é uma espécie de aranha pertencente à família Theraphosidae (tarântulas).